# ポッローネ
ポッローネ（伊: Pollone）は、イタリア共和国ピエモンテ州ビエッラ県にある、人口約2,100人の基礎自治体（コムーネ）。

## 地理

### 位置・広がり
| 隣接するコムーネは以下の通り。括弧内のAOはヴァッレ・ダオスタ州所属を示す。 - ビエッラ - フォンテーヌモール (AO) - リリアーヌ (AO) - オッキエッポ・スペリオーレ - ソルデーヴォロ |

## 行政

### 分離集落
ポッローネには、以下の分離集落（フラツィオーネ）がある。
- Chiavolino, Ostolino, Piandremo, Favaro A, Favaro B